# Municipio de Auburn (Pensilvania)
El municipio de Auburn (en inglés: Auburn Township) es un municipio ubicado en el condado de Susquehanna en el estado estadounidense de Pensilvania. En el año 2000 tenía una población de 1.816 habitantes y una densidad poblacional de 13 personas por km².

## Geografía
El municipio de Auburn se encuentra ubicado en las coordenadas 41°40′00″N 75°59′29″O / 41.66667, -75.99139.

## Demografía
Según la Oficina del Censo en 2000 los ingresos medios por hogar en la localidad eran de $35,329 y los ingresos medios por familia eran $38,664. Los hombres tenían unos ingresos medios de $29,519 frente a los $19,375 para las mujeres. La renta per cápita para la localidad era de $15,785. Alrededor del 11,7% de la población estaban por debajo del umbral de pobreza.